# Condado de Henry (Ohio)
O Condado de Henry é um dos 88 condados do Estado americano do Ohio. A sede do condado é Napoleon, e sua maior cidade é Napoleon. O condado possui uma área de 1 088 km² (dos quais 9 km² estão cobertos por água), uma população de 29 210 habitantes, e uma densidade populacional de 27 hab/km² (segundo o censo nacional de 2000). O condado foi fundado em 1820.